# Gewehrfabrik (Wien)

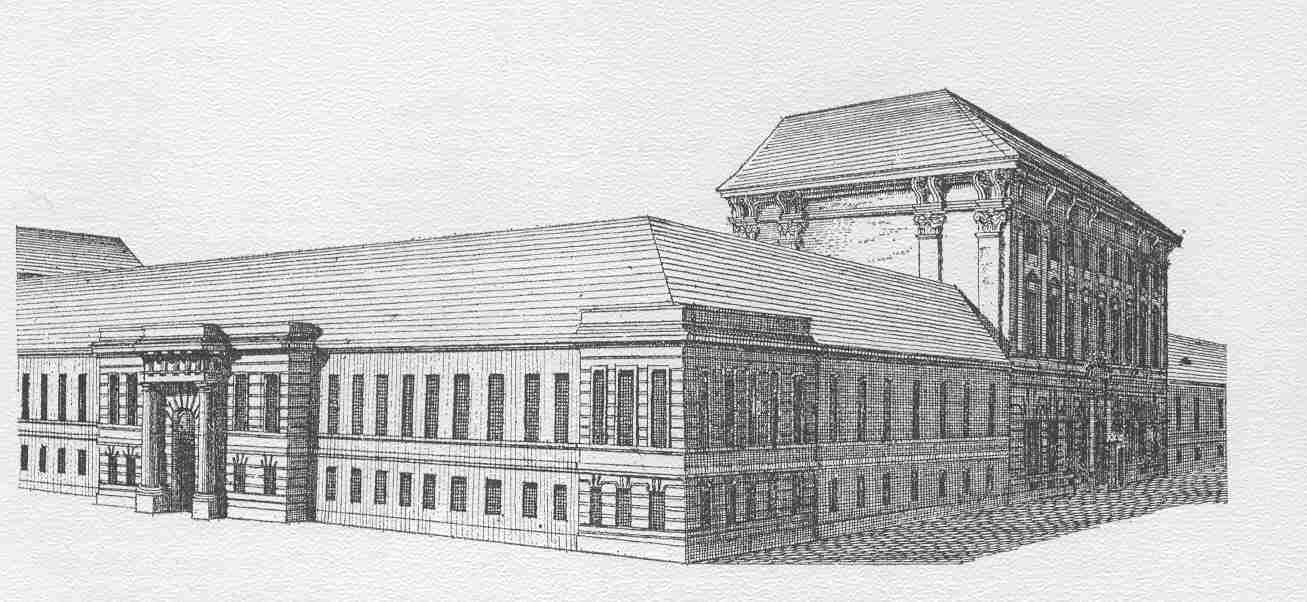
Die Gewehrfabrik in einem Stich, 1785

Die Gewehrfabrik befand sich in der Währinger Straße 11–13 im 9. Wiener Gemeindebezirk Alsergrund und war über 70 Jahre lang die wichtigste Bezugsquelle Österreichs für Handfeuerwaffen. 
Das Ärar kaufte 1785 drei sich hier befindliche Realitäten, darunter das Palais Brenner und errichtete hier die „k.k. Flintenschifterei“. Von dieser Waffenfabrik, in der auch Josef Werndl tätig war, bezog die österreichische Armee den Großteil ihrer Gewehre. 1852 übersiedelte die Gewehrfabrik ins neu erbaute Arsenal. Im Jahr 1853 bezog die k.u.k. Kriegsschule vorübergehend das Gebäude.
Heute steht an diesem Platz das 1886 von Dominik Avanzo und Paul Lange erbaute Anatomische Institut.